# Совфрахт-Совмортранс
«Совфрахт-Совмортранс» — российская группа компаний. В 2008 и 2009 годах «Совфрахт-Совмортранс» входил в топ-15 рейтинга «Лидеры рынка логистических услуг по годовому обороту», а по итогам 2009, 2010, 2011 и 2012 гг. также стал победителем в номинации «Национальный интермодальный транспортный оператор».
Основой группы компаний являются АО «Совфрахт» и АО «Совмортранс».

## История и деятельность
Акционерное общество «Совфрахт» было создано 8 марта 1929 года по решению Совета труда и обороны СССР. Совфрахт обладал монопольным правом на фрахтование иностранного и отечественного тоннажа, агентирование судов в портах СССР и за границей.
В 1980-е годы в состав внешнеторгового объединения «Совфрахт» входило более 400 компаний, представительств и филиалов в 38 странах мира. Сам «Совфрахт» был структурным подразделением Министерства морского флота СССР.
В 1989 году «Совфрахт» стал одним из соучредителей экспедиторской компании «Совмортранс».
В 1992 году «Совфрахт» был преобразован в акционерное общество открытого типа (АООТ).
В середине 2000-х годов «Совфрахт-Совмортранс» приобрёл портовый терминал в Санкт-Петербурге на ул. Жукова, в 2007 году в группу компаний вошло ЗАО «Астраханский морской порт». В 2010 году ЗАО «Совмортранс» приобрёл у «Евросиба» терминал «Предпортовый» в Санкт-Петербурге, введённый в эксплуатацию в 2006 году.
В 2014 году на корабле "Сильный" компании "Совфрахт" был доставлен большой груз промышленного стекла с Борского стекольного завода в Европу (Албанию). Также у компании имеется большой опыт в транспортировке полированного стекла в страны Европейского Союза: Польшу, Финляндию и страны Прибалтики
В 2014 году «Совфрахт» стал первой и пока[когда?] единственной из компаний-перевозчиков, у кого появилась инфраструктура на Новосибирских островах, благодаря чему стало возможным расширение деятельности организации в районе Арктики. Сегодня компания осуществляет перевозку грузов в такие географические точки Крайнего Севера, как Новосибирские острова, Новая земля.
В 2015 году АО «Совмортранс» доставило экспонаты участников из Китая для выставки ИННОПРОМ-2015, получил высокую оценку работы от китайских партнёров.

## Компании группы
- АО «Совфрахт» (создано в 1929 году). Дочерние компании:
  - АО «Совфрахт-Приволжск» (г. Саратов, (создано в 2003 году)
  - АО «Совфрахт-НН» (г. Нижний Новгород, (создано в 2001 году)
  - ООО Управляющая компания «Совфрахт» (создано в 2010 году)
  - ООО «Совфрахт-Восток» (ООО, создано в 2014 году)
- АО «Совмортранс» (создано в 1989 году)
  - ООО «Совмортранс УУТ» (Минск, создано в 2008 году)
  - ООО АБТ «Оптима» (приобретен 51 % в 2011 году)
- ООО «Бостон Континенталь» (создано в 1997 году)

Ранее входившие в группу:
- ЗАО «Астраханский морской порт» (с 2007—2014 год[8])
- Дочерние компании АО «Совмортранс»:
  - ДП «Совмортранс Одесса» (создано в 1993 году)
  - ООО «Украинский Универсальный Терминал» (создано в 2005 году)
  - ДП «МВ» (Черноморск, создано в 2005 году)
  - ООО «А2» (создано в 2013 году)

## Санкции
1 сентября 2016 года, «в связи с агрессией России против Украины», «Совфрахт» и связанные с ней компании были включены в санкционный список США. В июне 2018 года Минюст США возбудил уголовные дела против пяти сотрудников «Совфрахт» за нарушение «сирийских» и «крымских» санкций США так как фигуранты «доставляли в Сирию в нарушение санкций авиационное горючее и переводили доллары США в эту страну без надлежащей лицензии американского Минфина». В 2019 году США ввели санкции против руководства компании «Совфрахт» «из-за поставок топлива в Сирию».
23 февраля 2024 года Совфрахт включён в санкционный список стран Евросоюза:

 "Совфрахт" выступает в качестве ключевого узла в военно-транспортной сети российских грузовых судов доставляющих северокорейское вооружение из Пхеньяна на военные объекты в российском порту на Дунае. Впоследствии северокорейские боеприпасы, перевозимые АО "Совфрахт", переправляются на склады вооружения на западной границе России для использования их в агрессивной войне против Украины.— «Официальный журнал Европейского союза», Брюссель, 23 февраля 2024 года
По аналогичным основаниям «Совфрахт» включен в санкционный список Украины, Австралии, Канады и Великобритании.